# Mus neavei
Mus neavei és una espècie de mamífer rosegador de la família dels múrids. Viu al sud-est de Zàmbia, el nord de Sud-àfrica i, possiblement, el sud-est de la República Democràtica del Congo, el sud de Zimbàbue, l'oest de Moçambic i el sud de Tanzània. Els seus hàbitats naturals són les sabanes i els herbassars montans. Es desconeix si hi ha cap amenaça significativa per a la supervivència d'aquesta espècie. Aquest tàxon fou anomenat en honor de l'entomòleg britànic Sheffield Airey Neave.